# Olpium australicum
Olpium australicum är en spindeldjursart som beskrevs av Beier 1969. Olpium australicum ingår i släktet Olpium, och familjen Olpiidae. Inga underarter finns listade i Catalogue of Life.